# Karol Flach

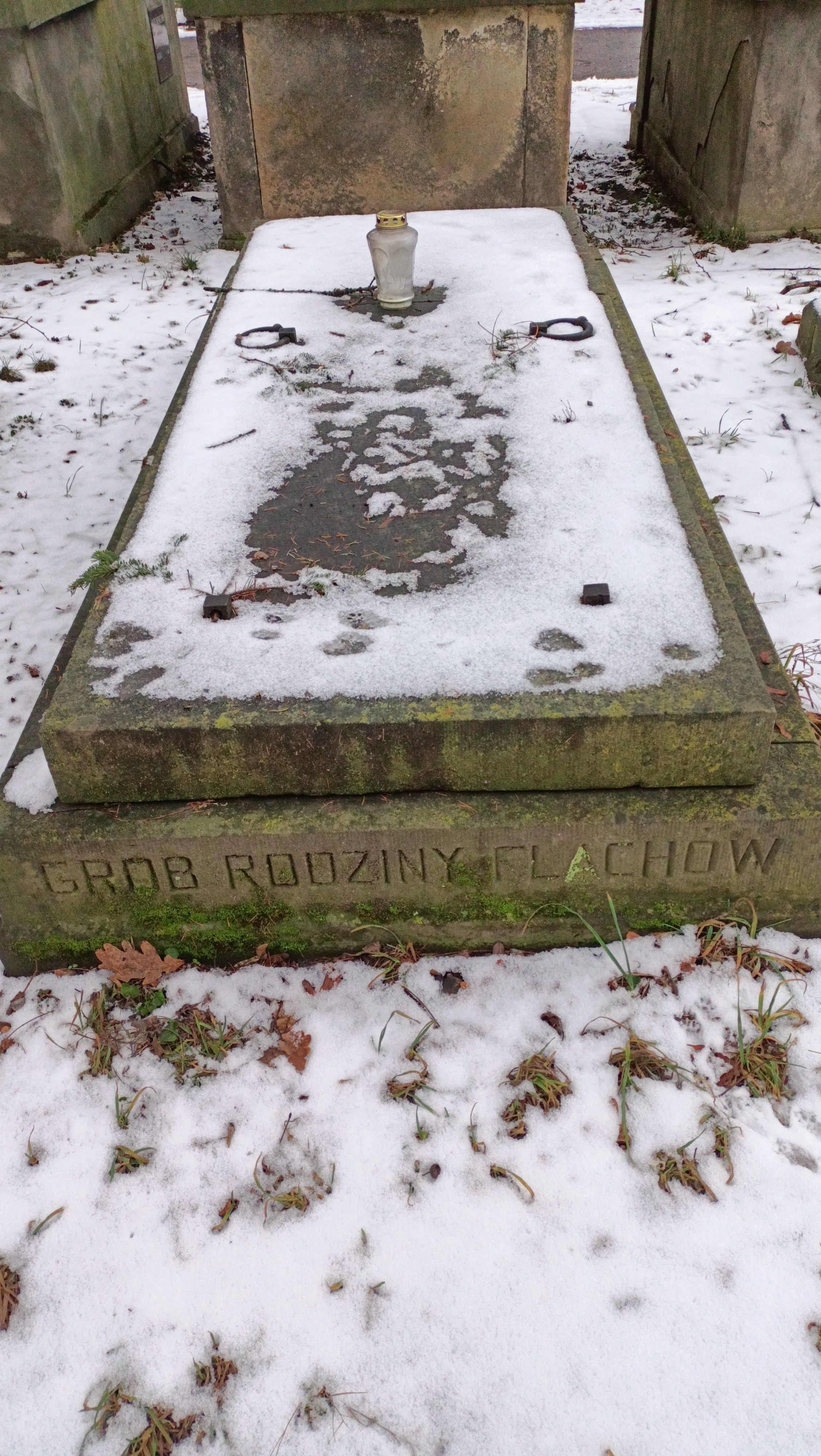
Grób Karola Flacha na Cmentarzu Rakowickim w Krakowie

Karol Flach (ur. 1868 w Nowym Sączu, zm. 22 kwietnia 1936 w Warszawie) – polski prawnik z tytułem doktora, adwokat, sędzia Sądu Najwyższego II Rzeczypospolitej. Brat Józefa.
W okresie zaboru austriackiego był adwokatem w Krakowie. Po odzyskaniu przez Polskę niepodległości został sędzią Sądu Najwyższego. Zamieszkiwał przy ul. Andrzeja Towiańskiego 3 w Warszawie.
Został pochowany na cmentarzu Rakowickim w Krakowie 27 kwietnia 1936. Był żonaty z Marianną Florentyną  z Likierskich poślubioną w Grudziądzu w 1928 r.